# حویش جدید
حویش جدید، روستایی در دهستان سیدعباس بخش مرکزی شهرستان کرخه در استان خوزستان ایران است.

## جمعیت
بر پایه سرشماری عمومی نفوس و مسکن در سال ۱۳۹۵، جمعیت این روستا برابر با ۲۳۰ نفر (۶۵ خانوار) بوده‌است.